# Путешествие на «Снарке»
«Путешествие на „Снарке“» (англ. The Cruise of the Snark) — автобиографическая иллюстрированная повесть Джека Лондона, впервые изданная в 1911 году, в которой описывается его путешествие по южной части Тихого океана на кече «Снарк». В этом путешествии Лондона сопровождают его жена Шармэйн и небольшой экипаж. Лондон описывает многочисленные трудности в строительстве «Снарка», своё обучение морской навигации, приобретение опыта врачевания вдали от цивилизации и другие детали этой авантюры. Он посещает экзотические места, в том числе Гавайи, Соломоновы и Маркизские острова, и сделанные им фотографии дают представление об этих удалённых уголках Тихого океана на начало XX века.

## «Снарк»

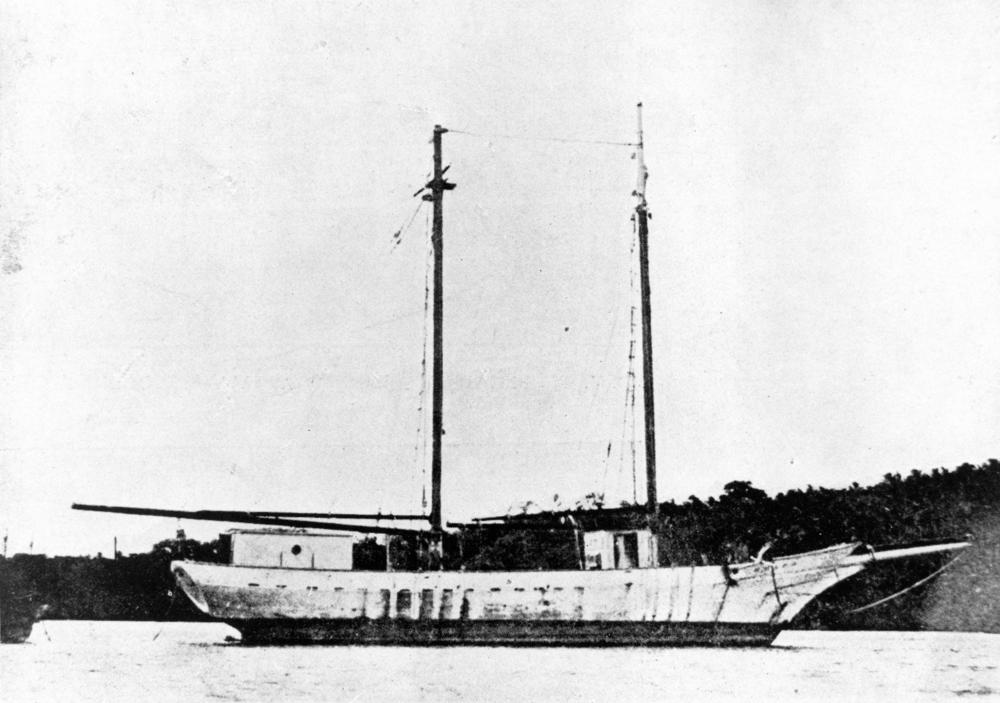
«Снарк», 19 февраля 1921

Корабль Лондона получил своё название в честь заглавного героя поэмы Льюиса Кэролла «Охота на Снарка». Он имел две мачты и длину 43 фута (примерно 13 м) по ватерлинии. Лондон утверждал, что потратил на него в сумме 30 тыс. долларов. «Снарк» был в первую очередь парусником, но имел и вспомогательный 70-сильный двигатель. Также он был оснащён спасательной шлюпкой.
В 1906 году Джек Лондон начал строить 45-футовую яхту, на которой планировал отправиться в кругосветное путешествие длительностью семь лет. После многочисленных задержек Лондон вместе с женой и экипажем отплыл из Сан-Франциско 23 апреля 1907 года, ограничив свой маршрут югом Тихого океана.
Одним из членов экипажа был юнга Мартин Джонсон из Канзаса, который после этого путешествия стал авантюристом и странником, снявшим ряд кинофильмов о малоизученных землях и народах мира.

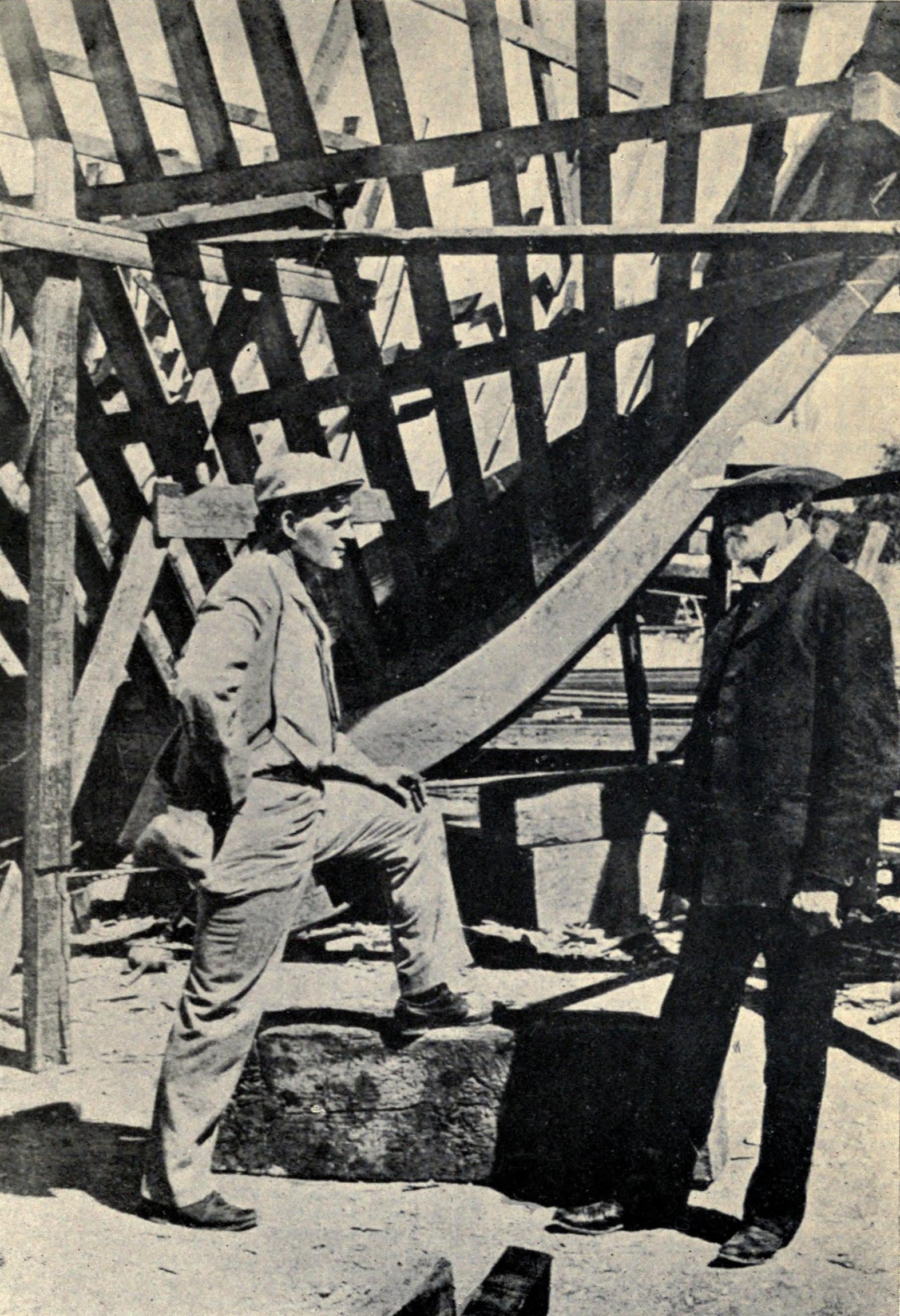
Джек Лондон на строительстве «Снарка», 1906 год

## Посещённые места
- Сан-Франциско — порт отплытия «Снарка»
- Гавайские острова — на Гавайях Лондон познакомился с «королевским спортом» сёрфингом, посетил колонию прокажённых на Молокаи и путешествовал верхом по Мауи к вулкану Халеакала и общине Хана
- Маркизские острова, в том числе Таиоахаэ на острове Нуку-Хива
- Таити, в том числе город Папеэте и остров Раиатеа
- Бора-Бора
- Фиджи
- Самоа
- Соломоновы острова, Малаита, лагуна Ланга-Ланга
- Австралия — Лондон закончил своё путешествие в Сиднее, выздоравливая после болезни пять недель в госпитале

## Освещение в СМИ
Рейс Лондона привлёк внимание журналистов после первого выхода в Тихий океан. После того, как Лондон не смог доплыть до Маркизских островов в соответствии с графиком, была выражена озабоченность, что «Снарк» пропал.

## Связанные работы
Статья «Прокажённые Молокаи» (англ. The Lepers of Molokai) впервые была опубликована в Woman’s Home Companion (1908) и Contemporary Review (1909). Дополнительные очерки о путешествии появились Pacific Monthly и Harper’s Weekly ещё до публикации самого «Путешествия на „Снарке“».
Шармэйн Лондон впоследствии написала два романа, подробно описывающих приключения на борту «Снарка» и длительный визит на Гавайи:
- The Log of the Snark (1915)[2]
- Our Hawaii (1917)[8]